# Ludwig Friedrich Carl Schenck zu Schweinsberg
Ludwig Friedrich Carl Schenck zu Schweinsberg (auch Karl) (* 23. November 1805 in Wäldershausen; † 4. Mai 1881 in Darmstadt) war hessischer Gutsherr, Politiker und Finanzminister des Großherzogtums Hessen.

## Familie
Ludwig Friedrich Carl Freiherr Schenck zu Schweinsberg entstammt der Wäldershausener Linie des Adelsgeschlechtes der Schencken zu Schweinsberg. Der Vater war Ludwig Friedrich Johann Freiherr Schenck zu Schweinsberg (1777–1832), Rittmeister à la suite, die Mutter Eleonore, geborene Freiin von Zwierlein, Tochter von Friedrich Salentin Freiherr von Zwierlein (1747–1813), Solmsischer Regierungspräsident.
Ludwig Friedrich Carl Freiherr Schenck zu Schweinsberg heiratete Luise Friederike Eleonore Freiin von Zwierlein (1808–1863), Tochter von Hans Karl Freiherr von Zwierlein, Großherzoglich Badischer Kammerherr und der Maria Magdalena, geborene von Gülich (1772–1843). Deren Sohn, Karl Ludwig Hans Freiherr Schenck zu Schweinsberg (1835–1910), war Großherzoglich Hessischer Oberst-Kammerherr und Obervorsteher des Ritterschaftlichen Kaufunger Stiftsfonds.

## Karriere
Ludwig Friedrich Carl Freiherr Schenck zu Schweinsberg studierte ab 1822 Rechtswissenschaft an der Universität Gießen und begann den Staatsdienst mit der Stelle eines Akzessisten am Hofgericht. 1829 wechselte er – ebenfalls als Akzessist – in das Finanzministerium. 1832 erhielt er dann eine besoldete Stelle als Geheimer Sekretär, 1837 wurde er Oberfinanzrat, 1841 Ministerialrat. 1846–1848 war er Direktionsmitglied der Staatsschuldenkasse.
1848 wurde er Direktor des Ministeriums der Finanzen (Minister) und verblieb in diesem Amt bis 1871. 1852 erhielt er den Titel „Präsident des Ministeriums der Finanzen“, 1858 den Titel „Minister“. 1871 schied er als Minister auf eigenen Wunsch aus.
Daneben war er Gutsbesitzer zu Wäldershausen, Kestrich und Hönscheid.

## Weitere Engagements
- 1827 Kammerjunker[4]
- 1833 Kammerherr[5]
- 1837–1878 war er Obervorsteher des Stifts Kaufungen.
- Bereits 1841 wurde er für die Gruppe der adeligen Grundbesitzer in die Landstände des Großherzogtums Hessen gewählt, durfte das Mandat aber nicht annehmen, woraufhin eine Nachwahl fällig wurde.[6] Dafür wurde er 1844[7]–1849[Anm. 1] und 1856[Anm. 2]–1878 wurde er auf Lebenszeit als Mitglied der Ersten Kammer der Landstände des Großherzogtums Hessen berufen. In den Jahren 1851–1856 wurde er als Abgeordneter der höchstbesteuerten Grundbesitzer in die Ersten Kammer des 12. Landtags gewählt. 1875–1878 war er im 21. und 22. Landtag stellvertretender Präsident der Ersten Kammer. 1878 verzichtete er auf sein Mandat.[8]

## Ehrungen
1853 Wirklicher Geheimrat